# Гузев, Виктор Григорьевич
Ви́ктор Григо́рьевич Гузев (3 ноября 1939, Воронеж — 5 декабря 2021) — российский и советский лингвист, востоковед-тюрколог, доктор филологических наук (1986). Специалист по тюркским языкам.

## Биография
Окончил кафедру тюркской филологии Восточного факультета Ленинградского государственного университета по специальности «востоковед-филолог» (тюркология). В 1965 году окончил аспирантуру под руководством А. Н. Кононова и защитил кандидатскую диссертацию на тему «Фонетика староанатолийско-тюркского языка (по материалам ленинградского списка „Сказания о Мелике Данышменде“)».
В 1965—1971 гг. работал в должности младшего научного сотрудника в Ленинградском отделении Института востоковедения АН СССР (Тюрко-монгольский кабинет). С 1971 г. — старший научный сотрудник.
С 1973 года работал в Ленинградском (Санкт-Петербургском) государственном университете. В 1986 году защитил докторскую диссертацию «Система тюркских словоизменительных категорий в функционально-семантическом аспекте (на материале староанатолийско-тюркского языка» (ученая степень присвоена 24.07.1987 г.).
С 1988 по 2013 год был заведующим кафедрой тюркской филологии Восточного факультета ЛГУ, с 2000 года являлся почётным членом Турецкого лингвистического общества.
Виктор Григорьевич Гузев особое внимание уделял разработке целостной системы представлений по теории тюркской грамматике, преодолевающей укоренившиеся в тюркской грамматике индоевропеистические предрассудки и предполагающей уточнение ряда ключевых лингвистических понятий.
Вместе с Сергеем Кляшторным Виктор Гузев разрабатывал концепцию автохтонного возникновения приблизительно в середине VII в. письменной системы, известной как древнетюркское руническое письмо.

## Награды
Орден Турецкой Республики «За заслуги» за заслуги перед тюркологической наукой и за воспитание научных кадров.

## Публикации
- Гузев В. Г. Староосманский язык :  [рус.]. — М. : «Наука», Главная редакция восточной литературы, 1979.
- Гузев В.Г., Кляшторный С.Г. Древняя письменность Великой степи :  [рус.] // Тюркологический сборник, 2007-2008. — М. : «Восточная литература», 2009. — С. 146—369.
- Guzev, V. G. (2001). Göktürk Yazısının Kendiliğinden Doğma Menşei Varsayımını Esaslandıran Deliller. Türk Dili Araştırmaları Yıllığı — Belleten, 48 (2000), 211—220